# Бабський Олекса (Лесь) Іванович
Олекса (Лесь) Іванович Бабський (псевдо.: «Сергій», «Вірний», «Гриць»; 1918, Поториця, Сокальський район, Львівська обл. — † 13 грудня 1944, Розжалів, Радехівський район, Львівська обл.) — український військовик, поручник УПА. Надрайонник провідник ОУН(р) Радехівщини.

## Життєпис
Навчався в Поторицькій народній школі, де брав активну участь в громадському житті. Зокрема, був активним учасником протиалькогольного товариства «Відродження». 
До 1930–х рр. працював в поторицькому кооперативі. Тоді ж вступив в ОУН(р).
У вересні 1932 року, вперше, заарештований поляками. 11–12 жовтня того ж року постає перед судом, засуджений до 5 років ув’язнення за приналежність до ОУН та поширення підпільних летючок і газети «Сурма». Відбував покарання в тюрмі у Вронках (Мазовецько воєводство, Польща). За амністією термін був скорочений, що дало можливість вийти на волю 3 січня 1936 р.
Після звільнення Олекса займає посаду Надрайонного провідника ОУН північно-західної Радехівщини.
У 1937–1938 рр. очолював у Поториці групу із трьох звен ОУН (15 осіб). 
Легально працював дяком і диригентом в селі Ордів (Радехівський район), там одружився і осів на постійно. 
З 1937 р. Лесь Бабський входив до бойової групи “Вовки”.
У 1938 р., вдруге заарештований. Відбував термін в львівській в’язниці «Бригідки». Вийшов на волю, як і більшість в’язнів, із падінням Польської Республіки у вересні, 1939 р.
Наприкінці 1939 року призначений замісником підрайонного провідника ОУН в Ордові.
1941 року стає курінним української міліції в Сокалі.
У 1942 р., Олекса перейшов на службу в центр німецької крайсу (округи) Кам’янку-Струмилову (тепер м.Кам’янка-Бузька), де командував охороною складів.
Від 1942 р. керував референтурою Служби безпеки ОУН Сокальської округи, а до квітня 1944 р. – також Белзькою округою. Користувався псевдонімом “Сергій”, а в другій половині 1944 р. –  “Гриць”. 
Для вдосконалення професійних навичок Бабський відбув двомісячний теоретичний і практичний курс при одній із вищих референтур СБ. 
Під час Розжалівської облави 13 грудня 1944 року застрелився з соратниками в одному з бункерів, щоб живим не потрапити в руки ворога.
Посмертно Лесь Бабський—“Сергій” рішенням головного командира УПА, генерал-хорунжого Романа Шухевича підвищений до ступеня поручника з датою старшинства 1 грудня 1944 р.